# Apahidai földikutya-rezervátum
Az apahidai földikutya-rezervátum (románul Rezervaţia de orbeţi de la Apahida) természetvédelmi terület Romániában, Kolozs megyében. A Természetvédelmi Világszövetség (IUCN) besorolása szerint IV-es kategóriájú.

## Fekvése
A védett terület Apahida község nyugati és Kolozsvár keleti részén helyezkedik el, a DN1N főút mellett. 

## Leírása
A 31,11 hektárnyi területet az 1143/2007 számú kormányhatározat nyilvánította védetté az erdélyi földikutya (Nannospalax leucodon transsylvanicus) élőhelyeként. A rezervátum a Kolozsvár-dobokai földikutya-populáció élőhelyének mintegy 10%-át fedi le.
A kaszálóként és legelőként használt területet nyugatról egy cserjés határolja. A sztyeppei típusú növényzet az Agrostio tenuis – festucetum rupicolae növénytársuláshoz tartozik; növényei a pusztai cickafark (Achillea setacea), tavaszi hérics (Adonis vernalis), cérnatippan (Agrostis tenuis), ebfojtó müge (Asperula cynanchica), siska nádtippan (Calamagrostis epigeios), Centaurea pugioniformis (imolafaj), réti iszalag (Clematis integrifolia), piros kígyószisz (Echium maculatum, E. rubrum, E. russicum), pusztai csenkesz (Festuca rupicola), csattogó szamóca (Fragaria viridis), tejoltó galaj (Galium verum), mezei varfű (Knautia arvensis), szarvaskerep (Lotus corniculatus), sarlós lucerna (Medicago falcata), gyászos apácavirág (Nonea pulla), fehér gyíkfű (Prunella laciniata), mezei zsálya (Salvia pratensis), vajszínű ördögszem (Scabiosa ochroleuca), jakabnapi aggófű (Senecio jacobaea), közönséges borkóró (Thalictrum minus), magyar kakukkfű (Thymus pannonicus), kosborképű veronika (Veronica orchidea), lecsepült veronika (Veronica prostrata), macskafarkú veronika (Veronica spicata).
A túllegeltetés miatt a legelő egy részének leromlott az állapota, és a Trifolio repento – Lolietum perennis nyövénytársulás jellemzi; növényei a közönséges bojtorján (Arctium lappa), pókhálós bojtorján (Arctium tomentosum), fehér üröm (Artemisia absinthium), fekete üröm (Artemisia vulgaris), közönséges aszat (Cirsium vulgare), foltos bürök (Conium maculatum), vadmurok (Daucus carota), héjakút mácsonya (Dipsacus laciniatus), mezei iringó (Eryngium campestre), farkas kutyatej (Euphorbia cyparissias), ragadós galaj (Galium aparine), festő rekettye (Genista tinctoria), közönséges orbáncfű (Hypericum perforatum), szúrós gyöngyajak (Leonurus cardiaca), közönséges gyújtoványfű (Linaria vulgaris), macskamenta (Nepeta nuda), vadmajoránna (Origanum vulgare), pasztinák (Pastinaca sativa), réti lórom (Rumex obtusifolius), Stachys germanica,  fehér here (Trifolium repens), nagy csalán (Urtica dioica).
A védett területen élő gerinces állatok: 
- hüllők: zöld gyík (Lacerta viridis), fürge gyík (Lacerta agilis), közönséges lábatlangyík (Anguis fragilis),
- madarak: egerészölyv (Buteo buteo), vörös vércse (Falco tinnunculus), kakukk (Cuculus canorus), mezei pacsirta (Alauda arvensis), barázdabillegető (Motacilla alba), tövisszúró gébics (Lanius collurio), szarka (Pica pica), cigánycsuk (Saxicola rubicola), citromsármány (Emberiza citrinella), tengelic (Carduelis carduelis), zsezse (Carduelis flammea),
- emlősök: mezei cickány (Crocidura leucodon), erdélyi földikutya (Nannospalax leucodon transsylvanicus), házi egér (Mus musculus), erdei egér (Apodemus sylvaticus), mezei pocok (Microtus arvalis).[3]